# Templeton on the Green
Pour les articles homonymes, voir Templeton.
Templeton On The Green, issu de l'usine de tapis Templeton, est un bâtiment historique situé en bordure de Glasgow Green, à Glasgow, en Écosse. Ouvert en 1892, il a été converti en 1984 en Templeton Business Center, puis en 2005, un important projet de régénération en a fait un « village lifestyle » à usage mixte comprenant des appartements, des bureaux et la brasserie-bar-restaurant WEST,.

## Histoire

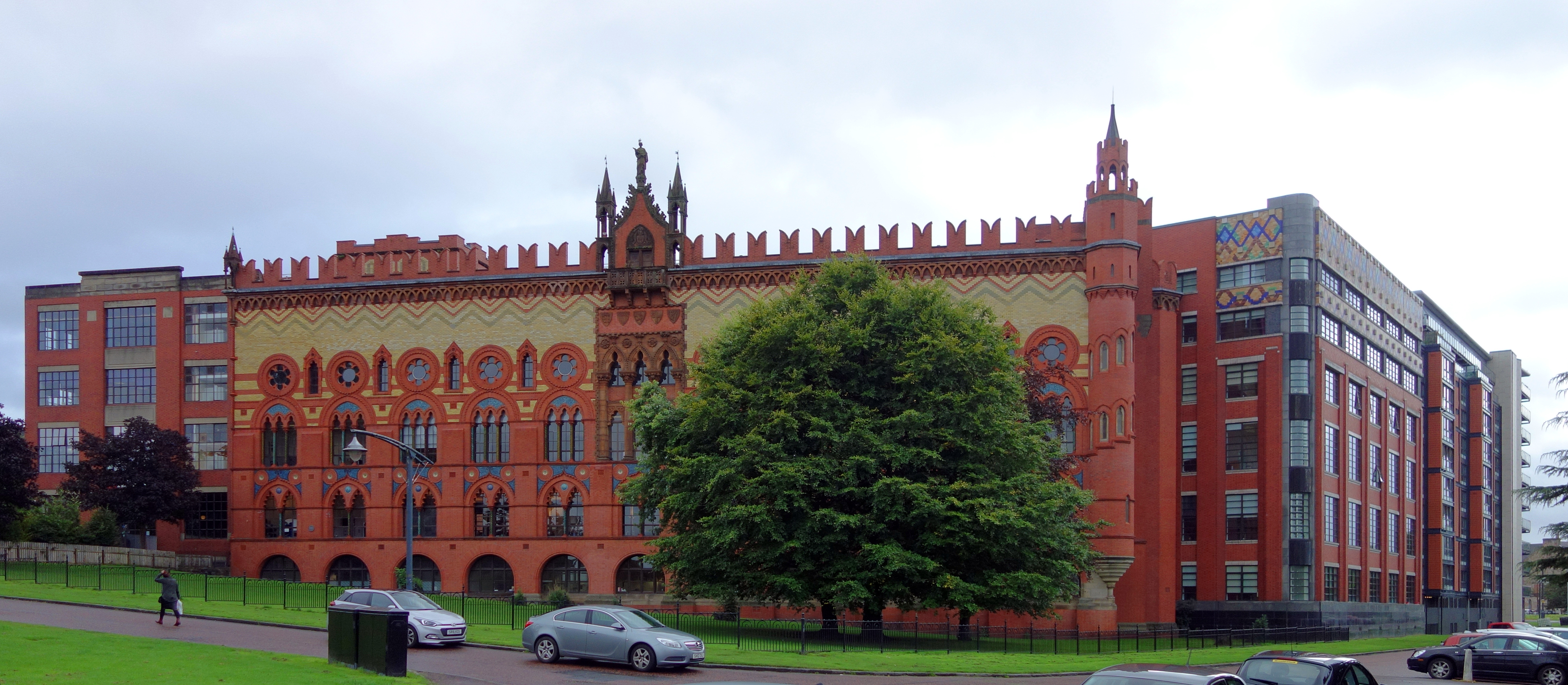
Templeton on the Green

Le bâtiment est conçu et construit comme usine de tapis pour James Templeton and Son, pour la fabrication des tapis Axminster à bobines brevetés de Templeton.
Après que des propositions de conception répétées sont rejetées par Glasgow Corporation, James Templeton embauche le célèbre architecte William Leiper (en) pour produire un design qui soit si grandiose qu'il ne puisse être rejeté. William Leiper modèle en conséquence le bâtiment sur le Palais des Doges à Venise, en style gothique vénitien.
La construction commence en 1888. Le 1er novembre 1889, lors de la construction, la façade de l'usine s'effondre à cause de fixations peu sûres et du vent qui la renverse. 29 femmes sont tuées dans des hangars de tissage adjacents. Le bâtiment est achevé en 1892,.

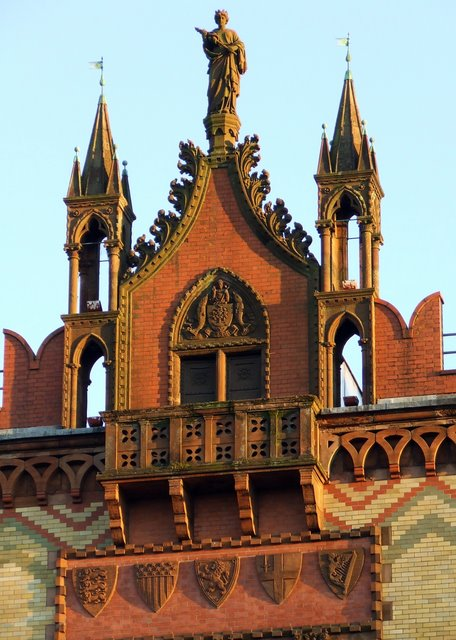
Détail du bâtiment Templeton
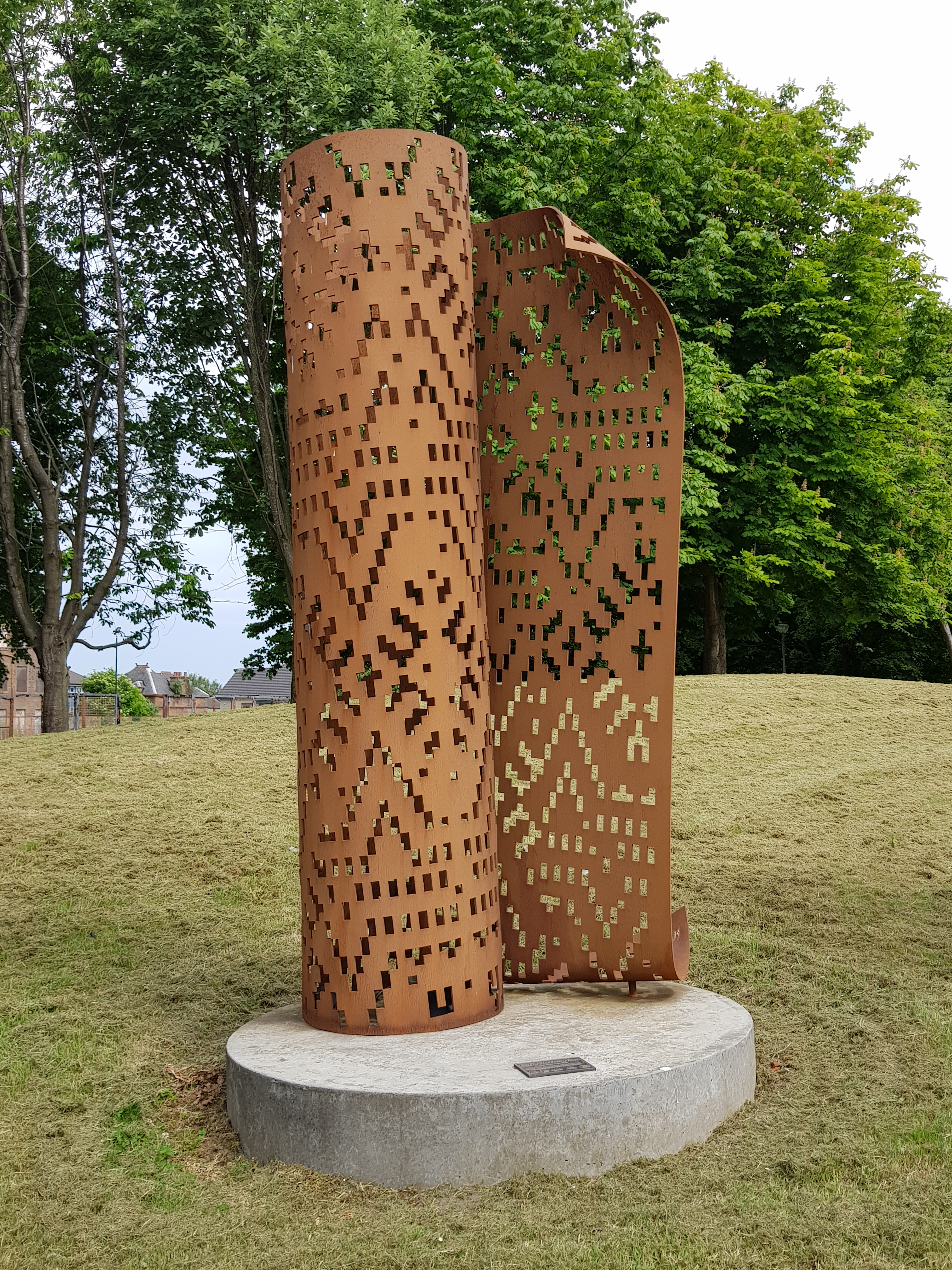
Coupé du sol de l'usine, Iain Kettle

## Utilisation actuelle
En 2005, le bâtiment est largement modifié dans le cadre d'un projet de régénération de 22 millions de livres sterling pour former un « village lifestyle » à usage mixte. Cela comprend 143 nouveaux appartements, des logements pour Sportscotland (l'Institut écossais du sport), un studio de design créatif et la brasserie, bar et restaurant West, qui occupe le rez-de-chaussée du bâtiment principal,.